# Kelley (Iowa)
Pour les articles homonymes, voir Kelley.
Kelley est une ville, du comté de Story  en Iowa, aux États-Unis. Elle est incorporée le 31 janvier 1900.

## Source de la traduction
- (en) Cet article est partiellement ou en totalité issu de l’article de Wikipédia en anglais intitulé « Kelley, Iowa » (voir la liste des auteurs).